# Dan Lewis
Daniel Lewis, detto Dan, (Maerdy, 11 dicembre 1902 – 17 luglio 1965), è stato un calciatore gallese, di ruolo portiere.

## Carriera
Nato a Maerdy, Glamorgan, Lewis iniziò a giocare a livello dilettantistico nella squadra locale prima di trasferirsi a Londra. Nella capitale Lewis iniziò a giocare nel Clapton Orient per poi passare all'Arsenal nel 1924. Fece il suo esordio con i Gunners in First Division il 15 novembre 1924 nella vittoria per 3-2 contro l'Everton, guadagnandosi il posto da titolare per i successivi tredici match. Perse il posto dopo aver subito cinque gol in casa contro l'Huddersfield Town il 14 febbraio 1925.
Con l'arrivo di Herbert Chapman sulla panchina dell'Arsenal, Lewis iniziò a contendersi il posto fra i pali con Jock Robson e Bill Harper, sino a diventare titolare fisso, mentre Robson e Harper lasciarono la squadra. Il 12 febbraio 1927 ottenne la prima convocazione in Nazionale, nel pareggio per 3-3 contro l'Inghilterra.
Lewis, durante la sua permanenza all'Arsenal partecipò alla finale della FA Cup 1926-1927, giocando contro il Cardiff City allo stadio Wembley. Fu la prima finale di FA Cup nella storia dei Gunners, che persero per 1-0 per colpa di un errore dello stesso Lewis. Al 74º minuto, l'attaccante del Cardiff, Hughie Ferguson, tirò debolemente verso la porta dell'Arsenal. Il tiro sembrava facile da parare, ma, tuffandosi, la palla si infilò tra corpo e gomito per poi insaccarsi in rete. Il Cardiff vinse 1-0 e fu la prima ed unica vittoria della FA Cup da parte di una squadra proveniente dal Galles.
Lewis continuò comunque a giocare regolarmente per i Gunners per altre tre stagioni. Quando però l'Arsenal giocherà per la seconda volta una finale di FA Cup, Lewis sarà sostituito da Charlie Preedy. L'Arsenal vincerà poi la coppa, battendo 2-0 l'Huddersfield. Si trasferì poi al Gillingham nel maggio 1931. In totale giocò per l'Arsenal 169 partite.
Lewis giocò solo sei volte per il Gillingham, per poi ritirarsi dal calcio professionistico.
Morirà nel 1965, all'età di 62 anni.

## Palmarès

### Giocatore

#### Competizioni nazionali
- Campionato inglese: 1

Arsenal: 1930-1931
- Coppa d'Inghilterra: 1

Arsenal: 1929-1930
- Community Shield: 1

Arsenal: 1930